# 32e législature du Québec
| 31e législature       | 31e législature       | 31e législature       | 32e législature       | 32e législature       | 32e législature       | 32e législature       | 32e législature       | 32e législature       | 32e législature       | 32e législature       | 32e législature       | 32e législature       | 32e législature       | 32e législature       | 32e législature       | 32e législature       | 32e législature           | 32e législature           | 33e législature           | 33e législature           | 33e législature           | 33e législature           | 33e législature           | 33e législature           |                           |
| Gouvernement Lévesque | Gouvernement Lévesque | Gouvernement Lévesque | Gouvernement Lévesque | Gouvernement Lévesque | Gouvernement Lévesque | Gouvernement Lévesque | Gouvernement Lévesque | Gouvernement Lévesque | Gouvernement Lévesque | Gouvernement Lévesque | Gouvernement Lévesque | Gouvernement Lévesque | Gouvernement Lévesque | Gouvernement Lévesque | Gouvernement Lévesque | Gouvernement Lévesque | Gouvernement P.M. Johnson | Gouvernement P.M. Johnson | Gouvernement Bourassa (2) | Gouvernement Bourassa (2) | Gouvernement Bourassa (2) | Gouvernement Bourassa (2) | Gouvernement Bourassa (2) | Gouvernement Bourassa (2) | Gouvernement Bourassa (2) |
| 1981                  | 1981                  | 1981                  | 1981                  | 1982                  | 1982                  | 1982                  | 1982                  | 1983                  | 1983                  | 1983                  | 1983                  | 1984                  | 1984                  | 1984                  | 1984                  | 1985                  | 1985                      | 1985                      | 1985                      | 1986                      | 1986                      | 1986                      | 1986                      |                           |                           |

La 32e législature du Québec s'est formée à la suite des élections générales québécoises de 1981. Durant cette législature s'étalant sur 5 sessions, le Parti québécois forme un gouvernement majoritaire à l'Assemblée nationale.

## Chronologie

### 1981
- 13 avril : 32e élections générales québécoises.
- 30 avril : Assermentation du cabinet Lévesque.
- 19 mai : Ouverture de la 1re session de la 32e législature. Claude Vaillancourt est reconduit au poste de président de l'Assemblée nationale.
- 30 septembre : Ouverture de la 2e session de la 32e législature.
- 9 novembre : Ouverture de la 3e session de la 32e législature.
- 17 novembre : Démission du libéral Claude Forget, député de Saint-Laurent
- 1er décembre : L'Assemblée adopte par résolution son refus d'adhérer à la Constitution du Canada.
- 29 décembre : Démission du péquiste Claude Morin, député de Louis-Hébert.

### 1982
- 17 février : Remaniement ministériel mineur.
- 23 février : Démission du péquiste Claude Charron, député de Saint-Jacques, à son poste de leader parlementaire du gouvernement et membre du cabinet.
- 5 avril : Élections partielles. Les libéraux Réjean Doyon et Germain Leduc sont respectivement élus dans Louis-Hébert et Saint-Laurent.
- 17 avril : La reine Élisabeth II proclame la nouvelle Constitution du Canada sans l'accord de la législature québécoise.
- 25 mai : Discours du budget.
- 21 juin : Guy Bisaillon, député de Sainte-Marie, quitte les rangs du Parti québécois et commence à siéger comme indépendant.
- 10 août : Démission du libéral Claude Ryan, député d'Argenteuil, à son poste de chef du Parti libéral du Québec et de chef de l'opposition officielle. Gérard D. Levesque le remplace.
- 9 septembre : Remaniement ministériel.
- 24 octobre : Jean-Marc Béliveau est élu chef de l'Union nationale.
- 9 novembre : Démission des péquistes Claude Charron et Lucien Lessard, respectivement député de Saint-Jacques et Saguenay.
- 13 novembre : Décès d'Hugues Lapointe, lieutenant-gouverneur du Québec.
- 7 décembre : Démission du péquiste Denis de Belleval, député de Charlesbourg.

### 1983
- 23 mars : Ouverture de la 4e session de la 32e législature. Richard Guay est élu président de l'Assemblée nationale.
- 10 mai : Discours du budget.
- Juin : Réorganisation administrative majeure de l'Assemblée nationale.
- 20 juin : Élections partielles. Les libéraux Marc-Yvan Côté, Ghislain Maltais et Serge Champagne sont respectivement élus dans Charlesbourg, Saguenay et Saint-Jacques. Gilles Grégoire, député de Frontenac, quitte les rangs du Parti québécois et commence à siéger comme indépendant.
- 29 juin : Décès du péquiste Claude Vaillancourt, député de Jonquière.
- 14 juillet : Condamnation à la prison du député indépendant Gilles Grégoire.
- 2 octobre : Décès du libéral Fabien Bélanger, député Mégantic-Compton.
- 15 octobre : Robert Bourassa est élu chef du Parti libéral du Québec.
- 24 novembre : Démission du péquiste Pierre Marois, député de Marie-Victorin.
- 29 novembre : Remaniement ministériel.
- 5 décembre : Élections partielles. Les libéraux Aline Saint-Amand et Madeleine Bélanger sont respectivement élues dans Jonquière et Mégantic-Compton.

### 1984
- 16 février : Gilles Lamontagne est nommé lieutenant-gouverneur du Québec. Il est assermenté le 28 mars.
- 5 mars : Démission du péquiste Jacques-Yvan Morin, député de Sauvé.
- 14 mars : Démission du libéral Fernand Lalonde, député de Marguerite-Bourgeoys et leader de l'opposition.
- 23 avril : Décès du libéral Serge Champagne, député de Saint-Jacques.
- 8 mai : Fusillade du 8 mai 1984 à l'hôtel du Parlement du Québec.
- 22 mai : Discours du budget.
- 18 juin : Élections partielles. Les libéraux Guy Pratt, Marcel Parent et Gilles Fortin sont respectivement élus dans Marie-Victorin, Sauvé et Marguerite-Bourgeoys.
- 16 octobre : Ouverture de la 5e session de la 32e législature.
- 20 novembre : Pierre de Bellefeuille, député de Deux-Montagnes, quitte les rangs du Parti québécois et commence à siéger comme indépendant.
- 22 novembre : Jacques Parizeau et Jacques Léonard quittent le cabinet. Jérôme Proulx, député de Saint-Jean, quitte les rangs du Parti québécois et commence à siéger comme indépendant.
- 26 novembre : Denise Leblanc-Bantey, Camille Laurin et Gilbert Paquette quittent le cabinet. Le libéral Jean-François Viau est élu dans Saint-Jacques.
- 27 novembre : Démission du péquiste Jacques Parizeau, député de L'Assomption. Louise Harel quitte le cabinet. Jacques Léonard et Denise Leblanc-Bantey quittent les rangs du Parti québécois et commencent à siéger comme indépendants.
- 4 décembre : Démission du péquiste Denis Lazure, député de Bertrand.
- 20 décembre : Remaniement ministériel.

### 1985
- 25 janvier : Démission du péquiste Camille Laurin, député de Bourget.
- 28 janvier : Jules Boucher, député de Rivière-du-Loup, quitte les rangs du Parti québécois et commence à siéger comme indépendant.
- 31 janvier : Démission du péquiste Denis Vaugeois, député de Trois-Rivières.
- 4 février : Gilbert Paquette, député de Rosemont, quitte les rangs du Parti québécois et commence à siéger comme indépendant.
- 23 avril : Discours du budget.
- 23 mai : Démission de l'indépendant Jacques Léonard, député de Labelle.
- 3 juin : Élections partielles. Les libéraux Paul Philibert, Claude Trudel, Robert Bourassa et Jean-Guy Gervais sont respectivement élus dans Trois-Rivières, Bourget, Bertrand et L'Assomption.
- 14 juin : Maintenant qu'il siège comme député à l'Assemblée nationale, le chef du parti libéral Robert Bourassa devient chef de l'opposition officielle.
- 20 juin : Le premier ministre René Lévesque quitte la présidence du Parti québécois.
- 29 septembre : Pierre Marc Johnson, député d'Anjou (circonscription provinciale), est élu président du Parti québécois. Démission de René Lévesque à son poste de premier ministre et de député de Taillon.
- 3 octobre : Passation des pouvoirs de René Lévesque à Pierre Marc Johnson.
- 16 octobre : Remaniement ministériel. En raison de la baisse drastique des effectifs péquistes, quatre personnes non élues accèdent au cabinet Johnson.
- 23 octobre : Dissolution de la législature.

## Évolution des députés par parti
| Date              | PQ | PLQ | Ind. | Sièges occupés | Sièges vacants |
| Date              |    |     |      | Sièges occupés | Sièges vacants |
| 13 avril 1981     | 80 | 42  | 0    | 122            | 0              |
| 17 novembre 1981  | 80 | 41  | 0    | 121            | 1              |
| 29 décembre 1981  | 79 | 41  | 0    | 120            | 2              |
| 5 avril 1982      | 79 | 43  | 0    | 122            | 0              |
| 21 juin 1982      | 78 | 43  | 1    | 122            | 0              |
| 9 novembre 1982   | 76 | 43  | 1    | 120            | 2              |
| 7 décembre 1982   | 75 | 43  | 1    | 119            | 3              |
| 20 juin 1983      | 74 | 46  | 2    | 122            | 0              |
| 29 juin 1983      | 73 | 46  | 2    | 121            | 1              |
| 2 octobre 1983    | 73 | 45  | 2    | 120            | 2              |
| 24 novembre 1983  | 72 | 45  | 2    | 119            | 3              |
| 5 décembre 1983   | 72 | 47  | 2    | 121            | 1              |
| 5 mars 1984       | 71 | 47  | 2    | 120            | 2              |
| 14 mars 1984      | 71 | 46  | 2    | 119            | 3              |
| 23 avril 1984     | 71 | 45  | 2    | 118            | 4              |
| 18 juin 1984      | 71 | 48  | 2    | 121            | 1              |
| 20 novembre 1984  | 70 | 48  | 3    | 121            | 1              |
| 22 novembre 1984  | 69 | 48  | 4    | 121            | 1              |
| 26 novembre 1984  | 69 | 49  | 4    | 122            | 0              |
| 27 novembre 1984  | 66 | 49  | 6    | 121            | 1              |
| 4 décembre 1984   | 65 | 49  | 6    | 120            | 2              |
| 25 janvier 1985   | 64 | 49  | 6    | 119            | 3              |
| 28 janvier 1985   | 63 | 49  | 7    | 119            | 3              |
| 31 janvier 1985   | 62 | 49  | 7    | 118            | 4              |
| 4 février 1985    | 61 | 49  | 8    | 118            | 4              |
| 23 mai 1985       | 61 | 49  | 7    | 117            | 5              |
| 3 juin 1985       | 61 | 53  | 7    | 121            | 1              |
| 29 septembre 1985 | 60 | 53  | 7    | 120            | 2              |

## Liste des députés
- Les noms gras indiquent que la personne a été membre du conseil des ministres durant la législature. Un astérisque désigne un poste de délégué.
- Les noms en italique indiquent les personnes qui ont été chefs d'un parti politique durant la législature (Claude Ryan (PLQ, jusqu'en 1982), René Lévesque (PQ, jusqu'en octobre 1985)).

|  | Nom                                             | Parti                                    | Circonscription             |
|  | ----------------------------------------------- | ---------------------------------------- | --------------------------- |
|  | Jean-Paul Bordeleau                             | Parti québécois                          | Abitibi-Est                 |
|  | François Gendron                                | Parti québécois                          | Abitibi-Ouest               |
|  | Pierre-Marc Johnson                             | Parti québécois                          | Anjou                       |
|  | Claude Ryan                                     | Libéral                                  | Argenteuil                  |
|  | Jacques Baril                                   | Parti québécois                          | Arthabaska                  |
|  | Adrien Ouellette                                | Parti québécois                          | Beauce-Nord                 |
|  | Hermann Mathieu                                 | Libéral                                  | Beauce-Sud                  |
|  | Laurent Lavigne                                 | Parti québécois                          | Beauharnois                 |
|  | Claude Lachance                                 | Parti québécois                          | Bellechasse                 |
|  | Albert Houde                                    | Libéral                                  | Berthier                    |
|  | Denis Lazure (mai 1981-décembre 1984)           | Parti québécois                          | Bertrand                    |
|  | Robert Bourassa (juin 1985-octobre 1985)        | Libéral                                  | Bertrand                    |
|  | Gérard D. Levesque                              | Libéral                                  | Bonaventure                 |
|  | Patrice Laplante                                | Parti québécois                          | Bourassa                    |
|  | Camille Laurin (mai 1981-janvier 1985)          | Parti québécois                          | Bourget                     |
|  | Claude Trudel (juin 1985-octobre 1985)          | Libéral                                  | Bourget                     |
|  | Pierre Paradis                                  | Libéral                                  | Brome-Missisquoi            |
|  | Luc Tremblay                                    | Parti québécois                          | Chambly                     |
|  | Marcel Gagnon                                   | Parti québécois                          | Champlain                   |
|  | John Kehoe                                      | Libéral                                  | Chapleau                    |
|  | Denis de Belleval (mai 1981-décembre 1982)      | Parti québécois                          | Charlesbourg                |
|  | Marc-Yvan Côté (juin 1983-octobre 1985)         | Libéral                                  | Charlesbourg                |
|  | Raymond Mailloux                                | Libéral                                  | Charlevoix                  |
|  | Roland Dussault                                 | Parti québécois                          | Châteauguay                 |
|  | Raymond Brouillet                               | Parti québécois                          | Chauveau                    |
|  | Marc-André Bédard                               | Parti québécois                          | Chicoutimi                  |
|  | Lise Bacon                                      | Libéral                                  | Chomedey                    |
|  | Guy Tardif                                      | Parti québécois                          | Crémazie                    |
|  | Herbert Marx                                    | Libéral                                  | D'Arcy-McGee                |
|  | Pierre de Bellefeuille                          | Parti québécois (mai 1981-novembre 1984) | Deux-Montagnes              |
|  | Pierre de Bellefeuille                          | Indépendant (novembre 1984-octobre 1985) | Deux-Montagnes              |
|  | Huguette Lachapelle                             | Parti québécois                          | Dorion                      |
|  | Michel Clair                                    | Parti québécois                          | Drummond                    |
|  | Hubert Desbiens                                 | Parti québécois                          | Dubuc                       |
|  | Denis Perron                                    | Parti québécois                          | Duplessis                   |
|  | Michel Leduc                                    | Parti québécois                          | Fabre                       |
|  | Gilles Grégoire                                 | Parti québécois (mai 1981-juin 1983)     | Frontenac                   |
|  | Gilles Grégoire                                 | Indépendant (juin 1983-octobre 1985)     | Frontenac                   |
|  | Henri Lemay                                     | Parti québécois                          | Gaspé                       |
|  | Michel Gratton                                  | Libéral                                  | Gatineau                    |
|  | Jacques Rochefort                               | Parti québécois                          | Gouin                       |
|  | Élie Fallu                                      | Parti québécois                          | Groulx                      |
|  | Gilles Rocheleau                                | Libéral                                  | Hull                        |
|  | Claude Dubois                                   | Libéral                                  | Huntingdon                  |
|  | Jacques Beauséjour                              | Parti québécois                          | Iberville                   |
|  | Denise Leblanc                                  | Parti québécois (mai 1981-novembre 1984) | Îles-de-la-Madeleine        |
|  | Denise Leblanc                                  | Indépendant (novembre 1984-octobre 1985) | Îles-de-la-Madeleine        |
|  | Joan Dougherty                                  | Libéral                                  | Jacques-Cartier             |
|  | Michel Bissonnet                                | Libéral                                  | Jeanne-Mance                |
|  | Jean-Claude Rivest                              | Libéral                                  | Jean-Talon                  |
|  | Carmen Juneau                                   | Parti québécois                          | Johnson                     |
|  | Guy Chevrette                                   | Parti québécois                          | Joliette                    |
|  | Claude Vaillancourt (mai 1981-juin 1983)        | Parti québécois                          | Jonquière                   |
|  | Aline Saint-Amand (décembre 1983-octobre 1985)  | Libéral                                  | Jonquière                   |
|  | Léonard Lévesque                                | Parti québécois                          | Kamouraska-Témiscouata      |
|  | Jacques Léonard                                 | Parti québécois (mai 1981-novembre 1984) | Labelle                     |
|  | Jacques Léonard                                 | Indépendant (novembre 1984-mai 1985)     | Labelle                     |
|  | Vacant (mai 1985-octobre 1985)                  |                                          | Labelle                     |
|  | Thérèse Lavoie-Roux                             | Libéral                                  | L'Acadie                    |
|  | Jacques Brassard                                | Parti québécois                          | Lac-Saint-Jean              |
|  | Marcel Léger                                    | Parti québécois                          | LaFontaine                  |
|  | Pauline Marois                                  | Parti québécois                          | La Peltrie                  |
|  | André Bourbeau                                  | Libéral                                  | Laporte                     |
|  | Jean-Pierre Saintonge                           | Libéral                                  | La Prairie                  |
|  | Jacques Parizeau (mai 1981-novembre 1984)       | Parti québécois                          | L'Assomption                |
|  | Jean-Guy Gervais (juin 1985-octobre 1985)       | Libéral                                  | L'Assomption                |
|  | Christos Sirros                                 | Libéral                                  | Laurier                     |
|  | Bernard Landry                                  | Parti québécois                          | Laval-des-Rapides           |
|  | Jean-Pierre Jolivet                             | Parti québécois                          | Laviolette                  |
|  | Jean Garon                                      | Parti québécois                          | Lévis                       |
|  | Raymond Gravel                                  | Parti québécois                          | Limoilou                    |
|  | Rodrigue Biron                                  | Parti québécois                          | Lotbinière                  |
|  | Claude Morin (mai 1981-décembre 1981)           | Parti québécois                          | Louis-Hébert                |
|  | Réjean Doyon (avril 1982-octobre 1985)          | Libéral                                  | Louis-Hébert                |
|  | Louise Harel                                    | Parti québécois                          | Maisonneuve                 |
|  | Fernand Lalonde (mai 1981-mars 1984)            | Libéral                                  | Marguerite-Bourgeoys        |
|  | Gilles Fortin (juin 1984-octobre 1985)          | Libéral                                  | Marguerite-Bourgeoys        |
|  | Pierre Marois (mai 1981-novembre 1983)          | Parti québécois                          | Marie-Victorin              |
|  | Guy Pratt (juin 1984-octobre 1985)              | Libéral                                  | Marie-Victorin              |
|  | Claude Dauphin                                  | Libéral                                  | Marquette                   |
|  | Yvon Picotte                                    | Libéral                                  | Maskinongé                  |
|  | Yves Bérubé                                     | Parti québécois                          | Matane                      |
|  | Léopold Marquis                                 | Parti québécois                          | Matapédia                   |
|  | Fabien Bélanger (mai 1981-octobre 1983)         | Libéral                                  | Mégantic-Compton            |
|  | Madeleine Bélanger (décembre 1983-octobre 1985) | Libéral                                  | Mégantic-Compton            |
|  | Gérald Godin                                    | Parti québécois                          | Mercier                     |
|  | Jean-Paul Champagne                             | Parti québécois                          | Mille-Îles                  |
|  | Jacques Leblanc                                 | Parti québécois                          | Montmagny-L'Islet           |
|  | Clément Richard                                 | Parti québécois                          | Montmorency                 |
|  | John Ciaccia                                    | Libéral                                  | Mont-Royal                  |
|  | Clifford Lincoln                                | Libéral                                  | Nelligan                    |
|  | Yves Beaumier                                   | Parti québécois                          | Nicolet                     |
|  | Reed Scowen                                     | Libéral                                  | Notre-Dame-de-Grâce         |
|  | Georges Vaillancourt                            | Libéral                                  | Orford                      |
|  | Pierre Fortier                                  | Libéral                                  | Outremont                   |
|  | Mark Assad                                      | Libéral                                  | Papineau                    |
|  | Robert Middlemiss                               | Libéral                                  | Pontiac                     |
|  | Michel Pagé                                     | Libéral                                  | Portneuf                    |
|  | Robert Dean                                     | Parti québécois                          | Prévost                     |
|  | Maurice Martel                                  | Parti québécois                          | Richelieu                   |
|  | Yvon Vallières                                  | Libéral                                  | Richmond                    |
|  | Alain Marcoux                                   | Parti québécois                          | Rimouski                    |
|  | Jules Boucher                                   | Parti québécois (mai 1981-janvier 1985)  | Rivière-du-Loup             |
|  | Jules Boucher                                   | Indépendant (janvier 1985-mai 1985)      | Rivière-du-Loup             |
|  | John O'Gallagher                                | Libéral                                  | Robert-Baldwin              |
|  | Michel Gauthier                                 | Parti québécois                          | Roberval                    |
|  | Gilbert Paquette                                | Parti québécois (mai 1981-février 1985)  | Rosemont                    |
|  | Gilbert Paquette                                | Indépendant (février 1985-mai 1985)      | Rosemont                    |
|  | René Blouin                                     | Parti québécois                          | Rousseau                    |
|  | Gilles Baril                                    | Parti québécois                          | Rouyn-Noranda—Témiscamingue |
|  | Lucien Lessard (mai 1981-novembre 1982)         | Parti québécois                          | Saguenay                    |
|  | Ghislain Maltais (juin 1983-octobre 1985)       | Libéral                                  | Saguenay                    |
|  | Maximilien Polak                                | Libéral                                  | Sainte-Anne                 |
|  | Guy Bisaillon                                   | Parti québécois (mai 1981-juin 1982)     | Sainte-Marie                |
|  | Guy Bisaillon                                   | Indépendant (juin 1982-octobre 1985)     | Sainte-Marie                |
|  | Réal Rancourt                                   | Parti québécois                          | Saint-François              |
|  | Roma Hains                                      | Libéral                                  | Saint-Henri                 |
|  | Maurice Dupré                                   | Parti québécois                          | Saint-Hyacinthe             |
|  | Claude Charron (mai 1981-novembre 1982)         | Parti québécois                          | Saint-Jacques               |
|  | Serge Champagne (juin 1983-avril 1984)          | Libéral                                  | Saint-Jacques               |
|  | Jean-François Viau (novembre 1984-octobre 1985) | Libéral                                  | Saint-Jacques               |
|  | Jérôme Proulx                                   | Parti québécois (mai 1981-novembre 1984) | Saint-Jean                  |
|  | Jérôme Proulx                                   | Indépendant (novembre 1984-octobre 1985) | Saint-Jean                  |
|  | Claude Forget (mai 1981-novembre 1981)          | Libéral                                  | Saint-Laurent               |
|  | Germain Leduc (avril 1982-octobre 1985)         | Libéral                                  | Saint-Laurent               |
|  | Harry Blank                                     | Libéral                                  | Saint-Louis                 |
|  | Yves Duhaime                                    | Parti québécois                          | Saint-Maurice               |
|  | Jacques-Yvan Morin (mai 1981-mars 1984)         | Parti québécois                          | Sauvé                       |
|  | Marcel Parent (juin 1984-octobre 1985)          | Libéral                                  | Sauvé                       |
|  | Roger Paré                                      | Parti québécois                          | Shefford                    |
|  | Raynald Fréchette                               | Parti québécois                          | Sherbrooke                  |
|  | René Lévesque (mai 1981-septembre 1985)         | Parti québécois                          | Taillon                     |
|  | Vacant (septembre 1985-octobre 1985)            |                                          | Taillon                     |
|  | Richard Guay                                    | Parti québécois                          | Taschereau                  |
|  | Yves Blais                                      | Parti québécois                          | Terrebonne                  |
|  | Denis Vaugeois (mai 1981-janvier 1985)          | Parti québécois                          | Trois-Rivières              |
|  | Paul Philibert (juin 1985-octobre 1985)         | Libéral                                  | Trois-Rivières              |
|  | Marcel Lafrenière                               | Parti québécois                          | Ungava                      |
|  | David Payne                                     | Parti québécois                          | Vachon                      |
|  | Jean-François Bertrand                          | Parti québécois                          | Vanier                      |
|  | Daniel Johnson (fils)                           | Libéral                                  | Vaudreuil-Soulanges         |
|  | Jean-Pierre Charbonneau                         | Parti québécois                          | Verchères                   |
|  | Lucien Caron                                    | Libéral                                  | Verdun                      |
|  | William Cusano                                  | Libéral                                  | Viau                        |
|  | Cosmo Maciocia                                  | Libéral                                  | Viger                       |
|  | Jean-Guy Rodrigue                               | Parti québécois                          | Vimont                      |
|  | Richard French                                  | Libéral                                  | Westmount                   |